# Mustafa Yazbek
Mustafa Yazbek (Arapongas, 1952) é um historiador, romancista, tradutor, escritor, repórter e editor de arte brasileiro.
Ele é conhecido por ser autor de diversos livros paradidáticos e infantojuvenis, tendo recebido o Prêmio Jabuti - Juvenil em 1986 com o livro A morte na Selva. 

## Biografia
Mustafa Yazbek nasceu em Arapongas, no Paraná, em 1952, filho de imigrantes libaneses. Passou a infância na Colômbia e no início dos anos 1960 sua família mudou para a cidade de São Paulo.
Formou-se em História pela Universidade de São Paulo, tornando-se mais tarde um importante autor de livros paradidáticos para esta disciplina.
Mustafa é irmão mais velho do dramaturgo Samir Yazbek que está adaptando para o teatro a obra de Mustafa pulicada em 1984 sobre a vida de Khalil Gibran em Nova Iorque.

## Obras
Algumas das obras de Mustafa Yazbek:
- Argélia: a guerra e a independência. Coleção Tudo é História. Brasiliense, São Paulo, 1983.
- Gibran Khalil Gibran – um profeta em Nova Iorque. Coleção Encanto Radical. Brasiliense, São Paulo, 1984.
- Os bandeirantes. Texto paradidático infanto-juvenil de História. Col. O Cotidiano da História. Ática, São Paulo, 1985.
- A morte na selva. Ficção. Atual, São Paulo, 1985.
- O jardim dos cavalos-marinhos. Ficção para crianças. Atual, São Paulo, 1986.
- A Espanha muçulmana. Texto paradidático infanto-juvenil de História. Col. O Cotidiano da História. Ática, São Paulo, 1987.
- A conquista do México. Texto paradidático infanto-juvenil de História. Col. O Cotidiano da História. Ática, São Paulo, 1988.
- Triste Bahia. Ficção. FTD, São Paulo, 1989.
- As duas vidas de Adônis. Ficção paradidática infanto-juvenil. Col. Aventuras Mitológicas. FTD, São Paulo, 1990.
- Palestinos – em busca da pátria. Texto paradidático de História para segundo grau. Col. História em Movimento. Ática, São Paulo, 1995.
- Oriente Médio. Texto paradidático de Geografia para primeiro grau. Coautoria com Rosana Bond. Col. Viagem pela Geografia. Ática, São Paulo, 1997.
- Lázaro e sua amada. Obra teatral de Kahlil Gibran, adaptada. Col. Teatro em Prosa. FTD, São Paulo, 2005.
- Gilgamesh contra a morte. Ficção paradidática infanto-juvenil. Col. Aventuras Mitológicas. FTD, São Paulo, 2007.
- A revolução argelina. Col. Revoluções do Século 20. Editora UNESP, São Paulo, 2010.
- Viagem sem volta – Aventura de um imigrante. Nova Alexandria, São Paulo, 2019.
- A passagem proibida. Brasil Tropical, Fortaleza, 2021.

### Adaptações e traduções
Mustafa Yazbek fez seleções, adaptações e traduções de contos como:
- Angelina e o leão e outros contos espanhóis. Editora Nova Alexandria, 2018. ISBN 9788574922102.[6]
- O cão negro do bosque selvagem e outros contos ciganos. Editora Nova Alexandria, 2016. ISBN 9788565746298.[7]

### Traduções
Mustafa Yazbek também traduziu obras para o português como:
- Feito gato e cachorro (título original: Wie Hund Und Kater), de Maria Schule, Editora Nova Alexandria, 2011. ISBN 9788574922317.[8]
- Que coragem Lili (título original: Gut Gebrüllt, Lili!), de Claudia de Weck, Editora Nova Alexandria, 2012. ISBN 9788574922362.[9]
- Cruzada em Jeans (título original: Kruistocht in spijkerbroek) de Thea Beckman, Editora Nova Alexandria, 2ª edição, 2010. ISBN 978857492263.[10]

## Homenagens e Prêmios

### Prêmios
Prêmios concedidos a Mustafa Yazbek:
- 1986 - Prêmio Jabuti - Juvenil pelo livro A morte na Selva.[2]